# Do buduščej vesny
Do buduščej vesny (До будущей весны) è un film del 1960 diretto da Viktor Fёdorovič Sokolov.